# Erovnuli Liga 2
Die Erovnuli Liga 2 (georgisch უმაღლესი ლიგა 2, zu Deutsch Nationale Liga 2) ist die zweithöchste Fußballliga in Georgien.

## Modus
Nach der Umstellung des Spielbetriebs auf den Kalendermodus nahmen ab 2017 zehn Mannschaften in der zweiten Liga teil. Gleichzeitig wurde der Name in Erovnuli Liga 2 (georgisch ეროვნული ლიგა 2, zu Deutsch Nationale Liga 2), analog zur ersten Liga, geändert.
Der Meister der aktuellen Saison steigt direkt in die erste Liga auf. Die zweit- sowie der drittplatzierten Vereine wiederum nehmen an einer Playoff-Runde um den Aufstieg in die erste Liga teil, an welcher auch der achte sowie der neunte der ersten Liga teilnehmen. Ebenfalls in eine Playoff-Runde geht es für den achten und neunten in der zweiten Liga, hier geht es dann gegen den Abstieg in die Liga 3. Der Verein auf dem zehnten Platz steigt zudem direkt ab.

## Aktuelle Saison
Folgende zehn Vereine nehmen an der Saison 2025 teil:
| - FC Dinamo Tiflis II - Lokomotive Tiflis - FC Rustawi - FC Sioni Bolnissi - FC Spaeri Tiflis | - FC Samtredia (A) - FC Gonio (N) - FC Merani Martvili (N) - FC Meshakhte Tkibuli (N) - Iberia Tiflis 2 (N) |

## Die Meister
| - 2017: Metalurgi Rustawi - 2018: Dinamo Batumi - 2019: FC Merani Tiflis - 2020: FC Schukura Kobuleti - 2021: FC Sioni Bolnissi - 2022: FC Schukura Kobuleti - 2023: FC Kolcheti 1913 Poti - 2024: FC Gareji Sagaredscho |